# Europejski długodystansowy szlak pieszy E4

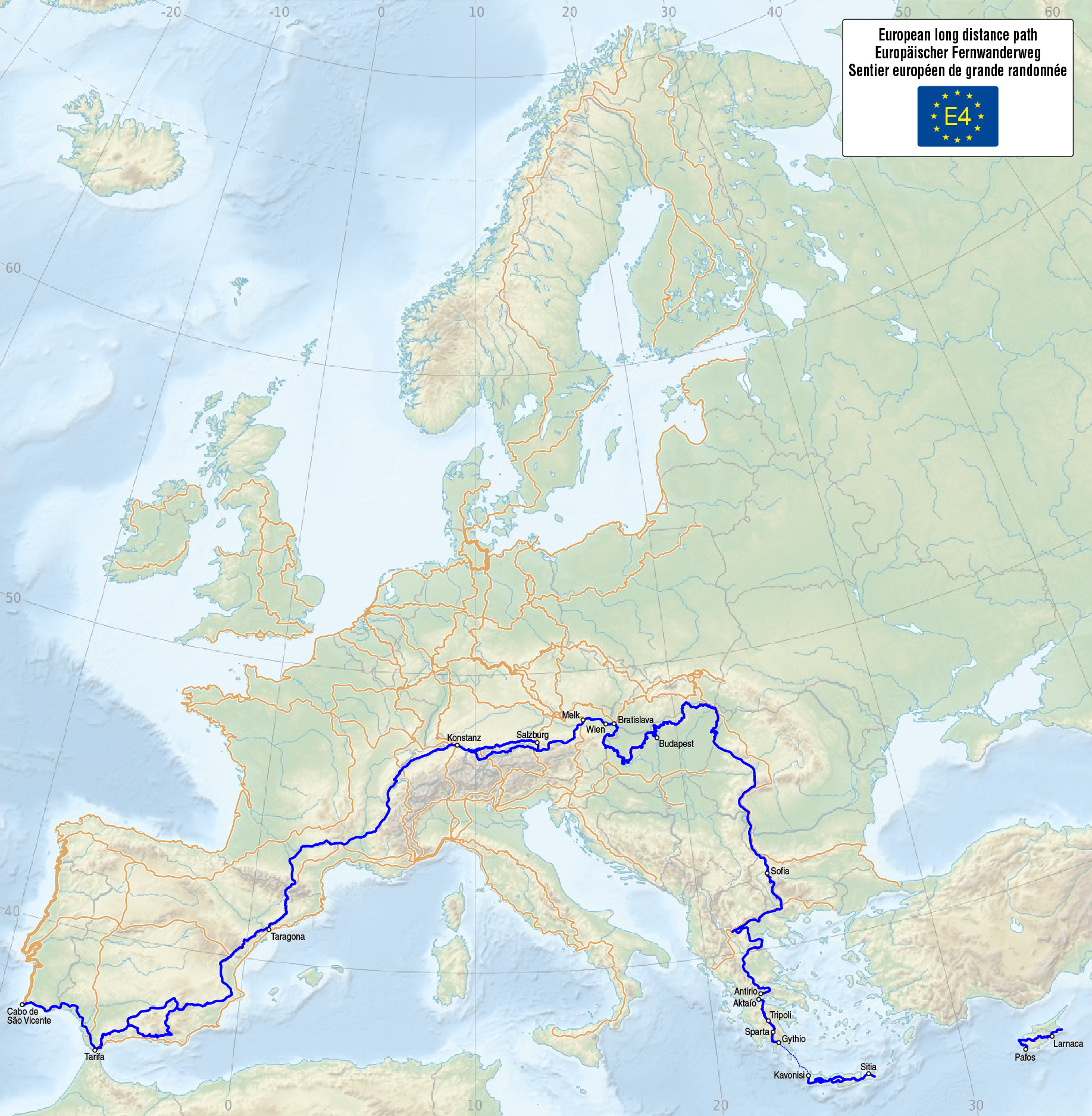
Mapa szlaku E4

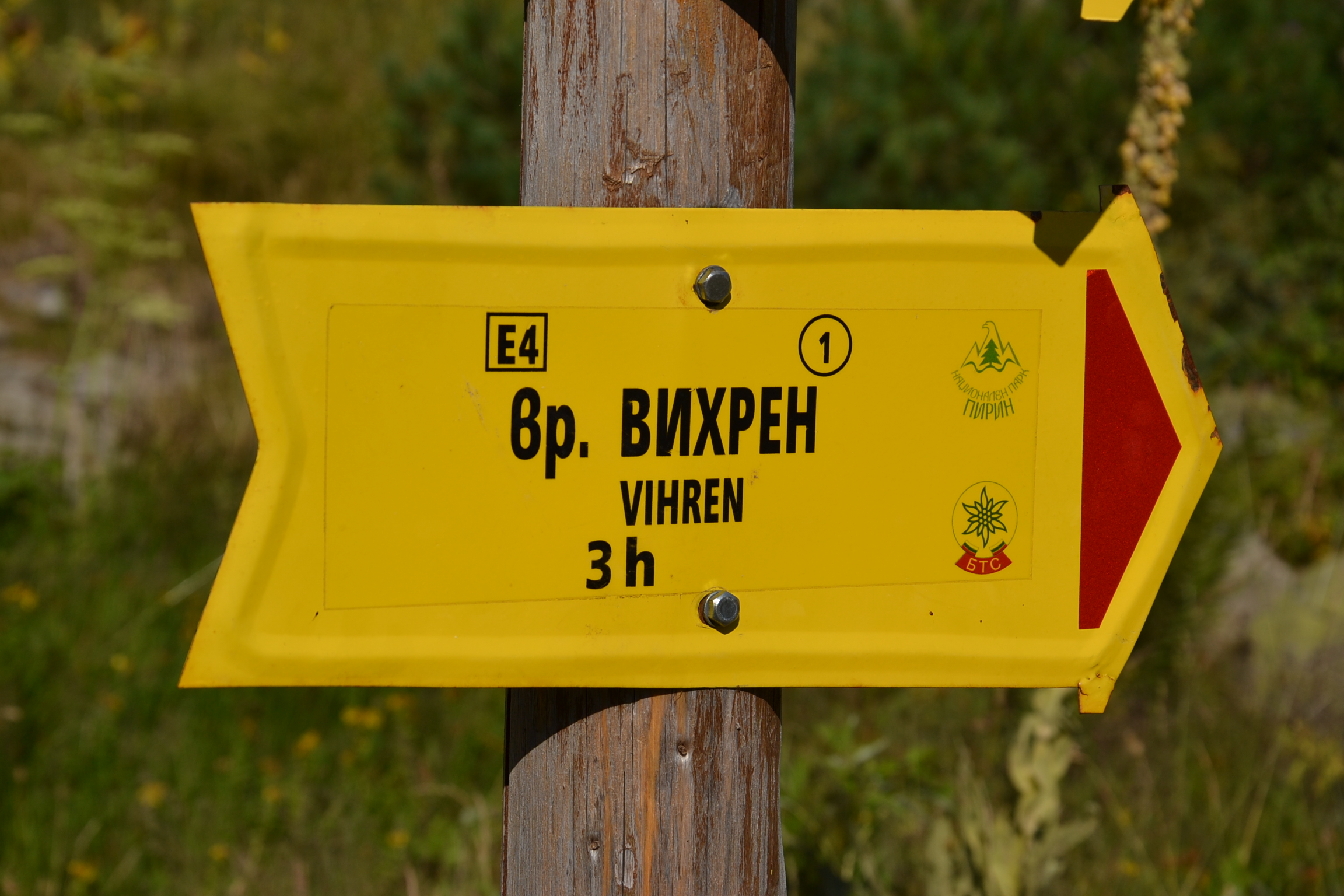
Tabliczka szlaku w drodze na Vihren

Europejski długodystansowy szlak pieszy oznaczony symbolem E4 jest znakowanym szlakiem turystycznym, jednym z 11 europejskich szlaków wędrówkowych. Długość szlaku wynosi od 9100 do 11200 km.

## Przebieg szlaku
Przybliżony przebieg: Gibraltar – Hiszpania – Francja – Szwajcaria – Niemcy – Austria – Węgry – Rumunia – Bułgaria  – Grecja – Cypr (Larnaka)